# Берёзко, Георгий Сергеевич
Гео́ргий Серге́евич Берёзко (7 сентября 1905, Вильно — 2 ноября 1982, Москва) — советский прозаик, режиссёр, автор сценариев для кино и мультипликации.

## Биография
Родился в Вильно (ныне — Вильнюс) в семье учителя. Вступил в ряды Красной армии в 1919 году.
С 1925 года начал писать. Окончил литературное отделение этнологического факультета Московского университета в 1927 году, а также режиссёрский факультет ВГИКа, был режиссёром на киностудии «Мосфильм», автором сценариев преимущественно для детской мультипликации, а также автором текстов песен для мультфильмов «Заяц-портной», «Красная Шапочка» (1937), «Три мушкетёра» (1938).
С началом войны призван в Красную армию, в звании техник-интендант 1 ранга служил в 77-й гвардейской стрелковой дивизии. В феврале 1942 года переведён в стрелковый полк 173-й стрелковой дивизии, окончил службу в звании капитана административной службы в марте 1943 года. Был сотрудником дивизионной газеты, режиссёром центрального ансамбля ВМФ, а затем фронтового театра.
С 1954 года преподавал в Литинституте.
Член Союза писателей СССР.
Похоронен на Ваганьковском кладбище (участок № 34).

### Семья
- жена — Ольга Романовна Мирошниченко (род. 1938), прозаик и кинодраматург, член СП СССР. В 1970-х годах они жили в ЖСК «Советский писатель» (Красноармейская ул., д. 27)[7][8].

## Сочинения
Темы прозы Берёзко — война и армия. Его книги написаны в соответствии с принципами соцреализма, официальная советская критика их высоко оценивала, их переводили в ГДР.
- «Красная ракета», 1943.
- «Ночь полководца», 1946.
- «Мужество», 1947[10].
- «Мирный город». В 2-х тт., 1952—1954.
- «Сильнее атома», 1959[9].
- «Дом учителя», 1973.
- «Присутствие необычайного»[9].

## Избранная библиография
- Фильмы-сказки. Сценарии рисованных фильмов. Выпуск 1. — М. Госкиноиздат, 1950, — 208с. Георгий Березко «Серая Шейка» с.137-156.
- Избранные повести и рассказы, 1957.
- Танец // отрывок из киноповести «Любить или не любить» // Литературная газета. — 1962. — 15 ноября.
- Любить или не любить // Москва : журнал. — 1963. — № 1.
- «Присутствие необычайного» (журнал «Москва», 1980, № 1—2).

## Фильмография

### Режиссёр
- 1936 — Мы из Кронштадта (сорежиссёр)
- 1938 — Если завтра война (совместно с Е. Дзиганом, Л. Анци-Половским, Н. Кармазинским)
- 1941 — Первая конная (совместно с Е. Дзиганом)

### Сценарист
Мультфильмы
- 1938 — Лгунишка (совместно с И. Ивановым-Вано)
- 1938 — Три мушкетёра (совместно с И. Ивановым-Вано)
- 1946 — Орлиное перо
- 1948 — Серая Шейка
- 1950 — Крепыш
- 1956 — Гадкий утёнок[11]

Игровое кино
- 1960 — Прыжок на заре
- 1964 — Негасимое пламя

## Награды
- медаль «За оборону Москвы»[2];
- орден Трудового Красного Знамени (9 сентября 1965) — за заслуги в развитии советской литературы и в связи с шестидесятилетием со дня рождения[12];
- Золотая медаль имени Александра Фадеева (1974)[источник не указан 157 дней];
- орден Дружбы народов (5 сентября 1975) — за заслуги в развитии советской литературы и в связи с семидесятилетием со дня рождения[13].

## Воспоминания современников
В публикации о своём «инакомыслии» писатель Владимир Войнович приводит реакцию Г. Берёзко на собрании в Союзе писателей СССР:
Во время разбора моего персонального дела выживший из ума романист Георгий Берёзко топал ногами и кричал: «Прекратите писать вашего мерзкого Чонкина!»«Новые известия», 13 июля 2006